# Palmorchis pubescens
Palmorchis pubescens là một loài thực vật có hoa trong họ Lan. Loài này được Barb. Rodr. mô tả khoa học đầu tiên năm 1877.